# Mircea Sime
Mircea Sime (n. 10 iulie 1979, Cluj Napoca) este un interpret de muzică populară român.

## Biografie
Primii șapte ani din viață i-a petrecut în gospodăria bunicilor dinspre mamă, din comuna Jucu. A urmat școala generală, liceul și cursurile Facultății de Mecanică din Cluj-Napoca. În 2009 urma cursurile Școlii Naționale de Studii Politice și Administrative București, Facultatea de Comunicare și Relații Publice. În paralel cu muzica populară încearcă o carieră în administrația publică.

## Activitate artistică
Sime a participat la mai multe festivaluri de interpretare a cântecului popular, unde a primit numeroase premii, astfel obținând girul specialiștilor pentru demersul său artistic. 
Emisiunea concurs Floarea din grădină a fost cea mai importantă pentru interpret, aceasta deschiându-i drumul către cele mai mari scene ale țării, colaborări și înregistrări cu orchestra de muzică populară a Radiodifuziunii Române, orchestră condusă atunci de maestrul Paraschiv Oprea, precum și colaborări cu importanți realizatori de emisiuni de profil ca Florentina Satmari, Marioara Murărescu, Niculina Merceanu, Simona Patraulea, Gheorghe Verman, Bogdan Dragomir, Maria Tănase Marin, Anca Marchidan, Eugenia Florea, Angela Marinescu, Gelu Furdui și Dumitru Buzoianu.

## Premii[1]
- Premiul Radio România "Floarea din grădina", acordat pentru merite deosebite în promovarea valorilor perene ale folclorului românesc, decembrie 2003.
- Premiul Specilal al Juriului la Festivalul concurs "Ion Cristoreanu", Câmpia Turzii / Triteni, septembrie 2003.
- Marele premiu al Festivalului concurs "Inimi fierbinți în țară de piatră", Abrud, septembrie 2001.
- Locul I la Festivalul "Floarea de pe Someș", Dej, septembrie 1999.
- Locul I la Festivalul concurs "Toamna arieșeană", Câmpia Turzii, septembrie 1998.